# Хэррон, Мэри
Мэри Хэррон (англ. Mary Harron; род. 12 января 1953, Брейсбридж, Онтарио, Канада) — канадский режиссёр, сценарист и кинокритик. Наиболее известна как режиссёр фильма «Американский психопат».

## Ранняя жизнь
Родилась в Брейсбридже, Онтарио, Канада. Выросла в семье, укоренённой в мире кино и театра. Мэри — дочь Глории Фишер и Дона Хэррона, канадского актёра, комика, автора и режиссёра. Её родители развелись, когда ей было шесть лет. Детство девочка провела в постоянных разъездах из Торонто в Лос-Анджелес и обратно. Первую мачеху Хэррон, Вирджинию Лейт, заметил Стэнли Кубрик, после чего она снялась в его первом фильме «Страх и вожделение». Позже она снимется в культовой классике 1962 года «Мозг, который не умрёт». Недолгая актёрская карьера Лейт отчасти вдохновила Хэррон на создание фильма «Пресловутая Бетти Пейдж». Отчим Хэррон — романист Стивен Визинчи, наиболее известный своей книгой «Во славу пожилых женщин». Вторая мачеха Хэррон — канадская певица Кэтрин Маккиннон. Сестра Хэррон, Келли Хэррон, является актрисой и продюсером.
Хэррон переехала в Англию, когда ей было тринадцать лет. Она училась в колледже Святой Анны при Оксфордском университете, где получила степень бакалавра английского языка. Во время учёбы в Англии, она встречалась с Тони Блэром, впоследствии премьер-министром Великобритании, и Крисом Хьюном, ещё одним студентом Оксфорда, который впоследствии стал видным политиком. Затем она переехала в Нью-Йорк и некоторое время была частью панк-сцены 1970-х годов.

## Карьера
Первоначально Хэррон работала журналистом и писала для журнала Punk. Она — первый журналист, взявший интервью у группы Sex Pistols для американского издания. В 1980-е годы она некоторое время была критиком в лондонском издании The Observer, а также в The Guardian и New Statesman. В конце 1980-х годов с документальных фильмов для BBC началась кинокарьера Хэррон.
В 1990-е годы в Нью-Йорке она работала продюсером в программе PBS «Edge», посвящённой исследованию американской поп-культуры. Именно в это время Хэррон заинтересовалась жизнью Валери Соланас, женщины, которая пыталась убить Энди Уорхола. Хэррон предложила своим продюсерам снять документальный фильм о Соланас, которые, в свою очередь, побудили её развить проект в полнометражный фильм. Биографическая драма «Я стреляла в Энди Уорхола» впервые была показана зрителям на кинофестивале в Каннах в 1996 году.
В 2000-м на широкие экраны вышел новый фильм Хэррон — «Американский психопат», основанный на одноимённом романе Брета Истона Эллиса. Главную роль в ленте исполнил Кристиан Бейл. За годы, прошедшие после выхода фильма, он приобрёл культовый статус.
В 2005-м вышла «Непристойная Бетти Пейдж» — фильм об американской pin-up модели Бетти Пейдж, в 2011 — хоррор «Дневники мотылька», а в 2018 — драма «Так сказал Чарли».
В 2022 году вышел биографический фильм «Быть Сальвадором Дали», режиссёром которого была Мэри Хэррон, а главную роль исполнил Бен Кингсли.

## Личная жизнь
Живёт в Нью-Йорке со своим мужем Джоном Уолшем и двумя дочерьми.